# La Course by Le Tour de France 2016

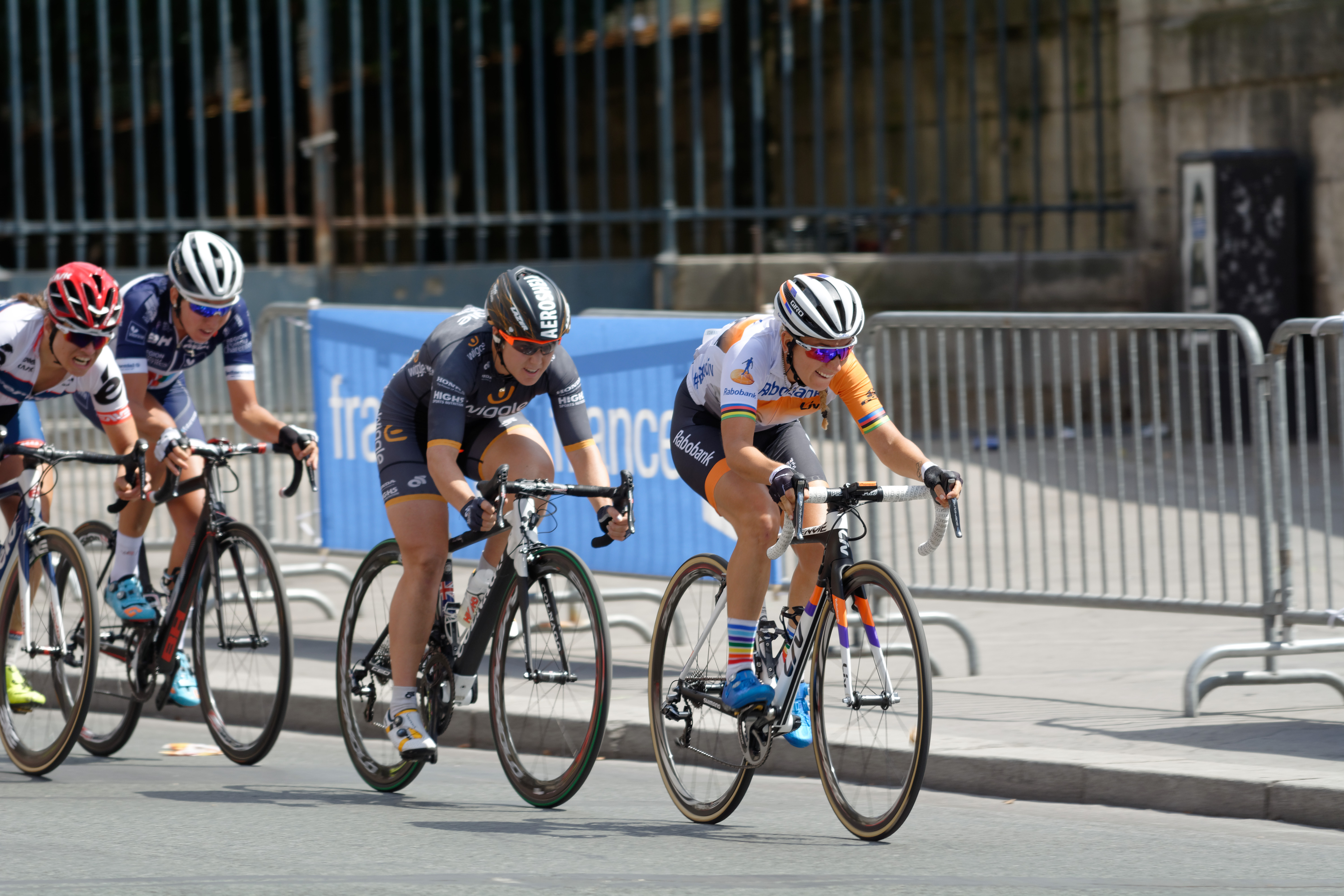
latere winnares Chloe Hosking in tweede positie achter Pauline Ferrand-Prévot

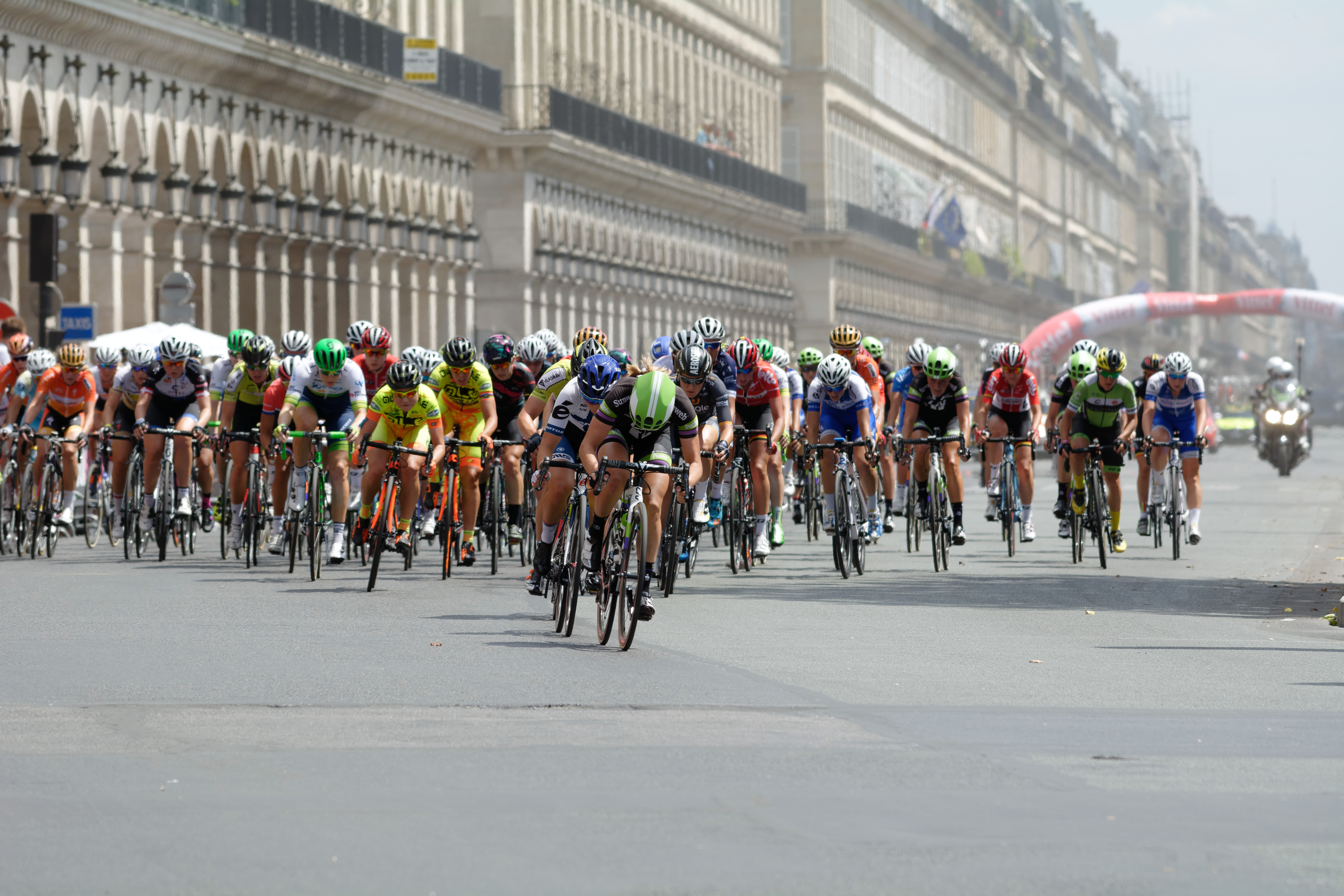
het peloton in La Course 2016

De derde editie van de Franse wielerwedstrijd La Course by Le Tour de France werd gehouden op 24 juli 2016. De wedstrijd van 89 km maakte deel uit van de UCI Women's World Tour 2016 en was ingedeeld in de wedstrijdcategorie 1.WWT. De start en aankomst lagen op de Avenue des Champs-Élysées te Parijs. De Australische Chloe Hosking won de sprint van een uitgedund peloton, voor de Finse Lotta Lepistö en de winnares van 2014 Marianne Vos.

## Deelnemende ploegen
| Merkenploegen              | Merkenploegen                        | Nationale selectie |
| -------------------------- | ------------------------------------ | ------------------ |
| Alé Cipollini              | Liv-Plantur                          | Frankrijk          |
| Astana Women's Team        | Lotto Soudal Ladies                  |                    |
| BePink                     | Orica-AIS                            |                    |
| Boels Dolmans Cycling Team | Parkhotel Valkenburg                 |                    |
| BTC City Ljubljana         | Poitou-Charentes.Futuroscope.86      |                    |
| Canyon-SRAM                | Rabobank-Liv Woman                   |                    |
| Cervélo-Bigla              | Team Tibco                           |                    |
| Cylance Pro Cycling        | Topsport Vlaanderen-Etixx-Guill D'or |                    |
| Hitec Products             | UnitedHealthcare Women's Team        |                    |
| Lensworld.eu - Zannata     | Wiggle High5                         |                    |

## Uitslag
| Plaats  | Naam                      | Ploeg                                | Tijd     |
| ------- | ------------------------- | ------------------------------------ | -------- |
| Winnaar | Chloe Hosking             | Wiggle High5                         | 2u01'27" |
| 2       | Lotta Lepistö             | Cervélo-Bigla                        | z.t.     |
| 3       | Marianne Vos              | Rabobank-Liv Woman                   | z.t.     |
| 4       | Joëlle Numainville        | Cervélo-Bigla                        | z.t.     |
| 5       | Roxane Fournier           | Poitou-Charentes.Futuroscope.86      | z.t.     |
| 6       | Pascale Jeuland           | Poitou-Charentes.Futuroscope.86      | z.t.     |
| 7       | Tiffany Cromwell          | Canyon-SRAM                          | z.t.     |
| 8       | Joanne Kiesanowski        | Team Tibco                           | z.t.     |
| 9       | Lotte Kopecky             | Lotto Soudal Ladies                  | z.t.     |
| 10      | Maria Giulia Confalonieri | Lensworld.eu - Zannata               | z.t.     |
| 11      | Olga Zabelinskaya         | BePink                               | z.t.     |
| 12      | Leah Kirchmann            | Liv-Plantur                          | z.t.     |
| 13      | Diana Carolina Peñuela    | UnitedHealthcare Women's Team        | z.t.     |
| 14      | Mia Radotic               | BTC City Ljubljana                   | z.t.     |
| 15      | Sarah Roy                 | Orica-AIS                            | z.t.     |
| 16      | Arianna Fidanza           | Astana Women's Team                  | z.t.     |
| 17      | Emilie Moberg             | Hitec Products                       | z.t.     |
| 18      | Natalie van Gogh          | Parkhotel Valkenburg                 | z.t.     |
| 19      | Marta Bastianelli         | Alé Cipollini                        | z.t.     |
| 20      | Kelly Van den Steen       | Topsport Vlaanderen-Etixx-Guill D'or | z.t.     |

2014 · 2015 · 2016 · 2017 · 2018 · 2019 · 2020 · 2021
 Strade Bianche ·
 Ronde van Drenthe ·
 Trofeo Alfredo Binda-Comune di Cittiglio ·
 Gent-Wevelgem ·
 Ronde van Vlaanderen ·
 Waalse Pijl ·
 Ronde van Chongming ·
 Ronde van Californië ·
 Philadelphia International Cycling Classic ·
 The Women's Tour ·
 Ronde van Italië voor vrouwen ·
 La Course by Le Tour de France ·
 RideLondon Classic ·
 Open de Suède Vårgårda ·
 Bretagne Classic ·
 La Madrid Challenge by La Vuelta